# Пустодол Ореховички
Пустодол Ореховички је насељено место у саставу општине Бедековчина у Крапинско-загорској жупанији, Хрватска. До територијалне реорганизације у Хрватској налазио се у саставу старе општине Забок.

## Становништво
На попису становништва 2011. године, Пустодол Ореховички је имао 302 становника.

## Попис1991.
На попису становништва 1991. године, насељено место Пустодол Ореховички је имало 334 становника, следећег националног састава:
| Попис 1991.‍ | Попис 1991.‍ | Попис 1991.‍ | Попис 1991.‍ | Попис 1991.‍ |
| ----------- | ----------- | ----------- | ----------- | ----------- |
|             |             |             |             |             |
| Хрвати      | Хрвати      |             | 333         | 99,70%      |
| Словенци    | Словенци    |             | 1           | 0,29%       |
| укупно: 334 |             |             |             |             |